# Gérard Férey
Pour les articles homonymes, voir Férey.
Gérard Férey est un chimiste français né le 14 juillet 1941 à Bréhal (Manche) et mort le 19 août 2017 à Paris.
Membre de l’Académie des sciences, professeur à l’université de Versailles-Saint-Quentin-en-Yvelines, il est spécialiste de la physico-chimie des solides et des matériaux. Il étudie en particulier la cristallochimie des fluorures inorganiques puis s’intéresse aux solides poreux.

## Biographie
Gérard Férey est assistant puis maître-assistant à l’université du Mans. Puis il fonde en 1968 le département de chimie de l’institut universitaire de technologie du Mans. Il soutient sa thèse de doctorat à l’université Paris 6 en 1977. Il est professeur à l’université du Mans de 1981 à 1996 puis à l’université de Versailles-Saint-Quentin-en-Yvelines depuis cette date, où il fonde l’institut Lavoisier. De 1988 à 1992 il est directeur adjoint du département de chimie au CNRS. Il est élu à l’Académie des sciences le 18 novembre 2003. En 2007, il est vice-président de la Société française de chimie. Il est membre de l’Institut universitaire de France. Il est également à l’initiative d’Ambition Chimie, un collectif qui regroupe sept acteurs de la chimie en France ayant pour objectif de revaloriser l’image de la discipline dans le public.
En 2009, il reçoit le prix ENI de l’environnement pour ses travaux sur la séquestration massive du CO2 et l’explication de ce phénomène. Il met au point le Mil-101, un solide qui permet de stocker le CO2. Cette découverte pourrait trouver d’importantes applications dans la lutte contre l’effet de serre. En septembre 2010, il reçoit la médaille d’or 2010 du CNRS, la plus importante des distinctions scientifiques françaises. À partir de 2011, il est membre du conseil d'orientation de la Fondation écologie d'avenir.

## Publications
Gérard Férey a publié plus de 400 articles dans des revues spécialisées dont Journal of Solid State Chemistry, Solid State Sciences, Chemistry of Materials, Angewandte Chemie International Édition, The Journal of the American Chemical Society et Science.

## Distinctions
- Prix de chimie du solide de la Société chimique de France (1983)
- Prix Paul Pascal de l’Académie des sciences (1992)
- Prix de l’Institut français du pétrole de l’Académie des sciences (2000)
- Prix Gay-Lussac-Humboldt de la Fondation Alexander von Humboldt (2004)
- Prix CNR RAO de l’Académie nationale des sciences de l’Inde (2005)
- Grand prix de la Société chimique du Japon (2008)
- Prix Catalan-Sabatier de la Société royale de chimie espagnole (2008)
- Prix ENI (2009)
- Médaille d'or du CNRS (2010)
- Chevalier de la Légion d'honneur
- Officier des Palmes académiques
- Officier de l'ordre national du Mérite